# فرانكلين دبليو. ونايت
فرانكلين دبليو. ونايت (بالإنجليزية: Franklin W. Knight)‏ هو مؤرخ جامايكي، ولد في 1942 في أبرشية مانشستر في جامايكا.